# Hererowie

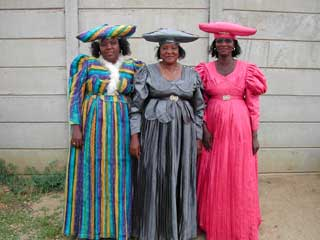
Kobiety z ludu Herero w tradycyjnych strojach

Herero – grupa etniczna należąca do grupy ludów Bantu, zamieszkująca południową część Afryki (głównie Namibię oraz w niewielkiej liczbie Botswanę i Angolę). Jej liczebność szacowana jest na około 100 tys. Są blisko powiązani z ludem Himba, posiadają m.in. wspólny język.
Herero są narodem rolniczym. Miarą ich zamożności jest liczba posiadanych krów, co oznacza, że pozycja społeczna zależy od ilości posiadanego bydła. To, jak ważne jest dla nich posiadanie stada, uwidacznia się w tradycyjnym stroju kobiet.

## Podgrupy
Herero dzieli się na kilka podgrup (w tym ovaHimba i ovaTjimba wywodzących się z tego samego plemienia): Ndamuranda żyjący w Kaokoland, Mahero z rejonów Okahandja i Zeura z Omaruru. Grupa o nazwie Mbandero zamieszkuje wschodnie tereny Namibii w okolicach miasteczka Goababis, które formalnie nazywane jest Hereroland oraz grup w Angoli: vaKuvale, vaZemba, Hakawona i Tjavikwa, którzy regularnie przekraczają granicę Namibii i Angoli podczas migracji ze swymi stadami. Nawet jeżeli poszczególne grupy mają ten sam język, kulturę i pochodzenie, ich tradycje różnią się znacznie. Główna grupa Herero w centralnej Namibii (tzw. Herero właściwe) była pod wpływem kultury zachodniej w okresie kolonialnym, tworząc zupełnie nową tożsamość. Północno-zachodnie grupy (takie jak Himba, Kuvale i Tjimba) są bardziej konserwatywne, zachowują kulturowe aspekty, które zostały utracone przez południowe grupy (Herero prawidłowe i Mbanderu). Na przykład na południu Herero noszą ubrania podobne do ubrań kolonialnych Europejczyków zamiast tradycyjnej odzieży skórzanej. Zaangażowani są w gospodarkę Namibii i Botswany, głównie jako hodowcy bydła. Herero z Kaokoland i Angoli pozostają w izolacji i nadal prowadzą życie nomadów.

## Historia

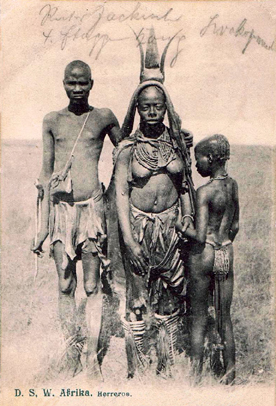
Herero w tradycyjnych strojach. Koniec XIX w.

W ciągu XVII i XVIII wieku Herero migrowali z rejonów wschodniej Afryki na tereny dzisiejszej Namibii. Osiedlając się na trawiastych terenach zaczęli zajmować się pasterstwem. Początkowo zamieszkiwali rejony obecnego Kaokoland nad rzeką Kunene. Na początku XIX wieku lud Nama z Republiki Południowej Afryki, który był już w posiadaniu broni palnej, wkroczył na ich ziemie. Początkowo Nama zaczęli wypierać Herero, co doprowadziło do wojny między dwiema grupami. W tym czasie duża liczba Herero przeprawiła się przez rzekę Kunene szukając schronienia w Angoli. Zwrócili się do plemienia buszmeńskiego Ngambwe z prośbą o odstąpienie pastwisk. Od tamtej pory nazywano ich ovaHimba, co w wolnym tłumaczeniu znaczy „lud żebraczy”. Wtedy też (w 1870 r.) doszło do rozszczepienia plemienia. Ostatecznie Nama i Herero weszły w okres wymiany kulturalnej. Pod koniec XIX wieku pierwsi Europejczycy zaczęli wkraczać na tereny Namibii. W Damaraland niemieccy osadnicy nabyli nieruchomości od Herero w celu ustalenia gospodarstw. W 1883 r. kupiec Adolf Lüderitz zawarł umowę z tubylcami. Wymiana taka później stała się podstawą niemieckich rządów kolonialnych. Terytorium przekształciło się w niemiecką kolonię pod nazwą Niemiecka Afryka Południowo-Zachodnia. Wkrótce potem wybuchł konflikt między kolonistami niemieckimi a pasterzami Herero z powodu sporów o dostęp do ziemi i wody, ale również z prawnej dyskryminacji rdzennej ludności przez białych imigrantów. Na początku XX w. Herero razem z Himba byli ofiarą eksterminacyjnej polityki prowadzonej przez Schutztruppe, niemieckie wojska kolonialne pod dowództwem Lothara von Trothy. Po przegranej bitwie pod Waterbergiem (11 sierpnia 1904) Herero wycofali się na pustynię Kalahari, gdzie wielu umarło z pragnienia, podczas gdy niemieckie patrole strzegły źródeł wody strzelając do zbliżających się tubylców. W wyniku tych działań w latach 1904–1907, z populacji liczącej przed wojną ok. 80 000 ludzi, do 1911 r. Hererów zostało jedynie 15 000. W setną rocznicę tego ludobójstwa niemiecka minister współpracy gospodarczej Heidemarie Wieczorek-Zeul oddała cześć pomordowanym (tylko we własnym imieniu), jednak nie przeprosiła za zbrodnie w imieniu Niemców. Nie wspomniała również o jakichkolwiek odszkodowaniach, czego oczekiwali potomkowie pomordowanych.

## Strój
Tradycyjny strój kobiety pochodzi z XIX wieku. Tak ubierały się żony niemieckich misjonarzy, więc świeżo ochrzczone młode dziewczyny z plemienia Herero chciały się cywilizować i przejęły te stroje. Dzisiaj jest to strój ludowy, który został już tylko u starszych: wiktoriańska suknia składająca się z ogromnej krynoliny, kilku halek, kapelusza w kształcie rogów (do reprezentowania rogów krowy) wykonanego ze zwiniętych tkanin.

## Kultura
Tradycyjny festiwal Herero odbywa się w Okahandja w dniu Maherero, który przypada na ostatni weekend sierpnia. Jest to przemarsz różnych grup paramilitarnych, kobiety wypełniają ulice w swoich pięknych sukniach.